# Завод суперфосфату в Льєйді
Завод суперфосфату в Льєйді — колишній виробничий майданчик на півночі Іспанії.
На початку 20 століття в Іспанії почався бум виробництва фосфорного добрива — суперфосфату, чому сприяла географічна близькість до фосфоритів Північної Африки (хоча могли імпортувати сировину і з США) та великий ресурс піритів в іспанській провінції Уельва, що дозволяло продувати сульфатну кислоту (саме впливом останньої на фосфорити і отримували суперфосфат). Зокрема, в 1910-х роках на околиці Льєйди ввела в дію свій завод компанія Sociedad Ibérica del Azoe. Надалі цей виробничий майданчик перейшов до компанії SA Cros, яка станом на 1930-ті роки стала власником більш ніж десятка заводів суперфосфату по всій країні.
Станом на середину 1950-х майданчик у Льєйді мав проєктну потужність на рівні 35 тисяч тонн суперфосфату на рік.
Завод зупинили не пізніше першої половині 1980-х.